# اقتصاد بلغاريا
يعمل اقتصاد بلغاريا على مبدأ السوق الحر، فهو يمتلك قطاعًا خاصًا كبيرًا وقطاعًا عامًا أصغر. بلغاريا هي بلد صناعي ذات دخل متوسط-عال بحسب البنك الدولي، وهي عضو في الاتحاد الأوروبي، منظمة التجارة العالمية، منظمة الأمن والتعاون في أوروبا ومنظمة التعاون الاقتصادي للبحر الأسود.
شَهد الاقتصاد البلغاري نموًا سريعًا في السنوات الأخيرة ووصل إلى ناتج محلي إجمالي يُقدر بحوالي 162.68 مليار دولار (تعادل القدرة الشرائية، تقديرات 2018)، الناتج المحلي الإجمالي للفرد الواحد بمقدار 23,207 دولار (تقديرات 2018)، ومتوسط راتب شهري إجمالي بحوالي 1281 ليفا (655 يورو) (إبريل 2019). العملة الوطنية هي الليف، رُبطت باليورو بنسبة 1.95583 ليفا لكل 1 يورو. وتُعتبر الليف أقوى عملة في أوروبا الشرقية وأكثرها استقرارًا.
أكثر القطاعات قوةً في بلغاريا هي الطاقة، التعدين، استخلاص الفلزات، صناعة الآلات، الزراعة والسياحة. وصادراتها الرئيسية الصناعية هي الملابس، الحديد والصلب، الآلات والوقود المكرر. صوفيا هي عاصمة بلغاريا وقلبها ومركز لأغلب الشركات البلغارية والعالمية التي تعمل في البلد، وكذلك المصرف الوطني البلغاري وبورصة بلغاريا. بلوفديف هي ثاني أكبر مدينة في بلغاريا وواحدةٌ من أكبر الاقتصادات في بلغاريا.
فانا هي ثالث أكبر مدينة في بلغاريا وأكبر مدينة ومنتجع على البحر في ساحل البحر الأسود البلغاري. تقع استراتيجيًا في خليج فانا، وتُعتبر فانا من بين أفضل المدن اقتصاديًا من ناحية الاداء والنمو السريع. تطور الاقتصاد البلغاري بشكل ملحوظ في الـ 26 سنة الأخيرة، وبالرغم من كل الصعوبات بعد حل مجلس التعاون الاقتصادي عام 1991. في أوائل التسعينيات من القرن العشرين، وتيرة الخصخصة البطيئة للبلد، سياسات الحكومة للضرائب والاستثمار، ابقت الإجراءات البيروقراطية العقيمة الاستثمار الأجنبي المباشر بين الأقل في المنطقة.
كان مجموع الاستثمارات الاجنبية المباشرة منذ عام 1991وحتى 1996 حوالي 831 مليون دولار. في ديسمبر 1996 انضمت بلغاريا إلى منظمة التجارة العالمية. ولكن منذ عام 1997، بدأت بلغاريا بجذب استثمارات أجنبية كبيرة. ففي عام 2004 وحده، استُثمر أكثر من 2.72 مليار يورو (3.47 مليار دولار) من قبل شركات أجنبية. وفي عام 2005 لاحظ علماء الاقتصاد تباطؤًا إلى حوالي 1.8 مليار يورو (2.3 مليار دولار) في الاستثمارات الأجنبية المباشرة، والذي يُنسب بصورة رئيسية إلى نهاية خصخصة الشركات الكبرى المملوكة للدولة.
بعد انضمامها للاتحاد  الأوروبي عام 2007، سجَّلت بلغاريا ذروة الاستثمار الأجنبي حوالي 6 مليار يورو. لا زالت الإنتاجية المنخفضة والقدرة التنافسية على الأسواق الأوروبية والعالمية على حد سواء تشكل عقبةً للاستثمارات الأجنبية بسبب تمويل البحث والاستثمار غير المناسبين. ومع ذلك، بحسب التقرير السنوي الأخير لمعهد البحوث الأوروبي في الأكاديمية البلغارية للعلوم، فإن معدل الراتب في بلغاريا هو ربع (1/4) معدل الراتب في الاتحاد الأوروبي، ويجب أن يكون أعلى بمرتين عند حساب إنتاجية العمال في المعادلة. خلال الركود الاقتصادي، شهد الاقتصاد انخفاض بمقدار 5.5% عام 2009، ولكنها استعادت مستويات نموها الإيجابي بسرعة إلى 0.2% عام 2010، على عكس دول البلقان الأخرى. ومع ذلك، استمر النمو في كونه ضعيفًا في السنوات التي تبعت ذلك، ووصل الناتج المحلي الإجمالي في عام 2014 فقط إلى مستويات ما قبل الأزمة.

## تاريخياً

### بداية القرن العشرين وحتى 1990
أُنشئ أول مصنع حديث في بلغاريا في سليفن عام 1836، ومنذ ذلك الحين وحتى الستينيات من القرن التاسع عشر، كان اقتصاد بلغاريا ككل في حالة تحسن ملحوظ، واتضح ذلك منذ بدايات القرن العشرين وبالأخص في عشرينيات من هذا القرن. وخلال ثلاثينيات القرن العشرين، وُصف الاقتصاد البلغاري في ثلاثينيات القرن العشرين بأنه مرتبط عسكريًا بألمانيا. ومع بداية خسارة ألمانيا للحرب العالمية الثانية في بداية أربعينيات القرن العشرين، عانى الاقتصاد البلغاري من هبوط. شهدت الفترة بين ثمانينيات القرن التاسع عشر وعام 1945 ككل تحولًا إلى التصنيع في البلد بشكل قوي (كان لبلغاريا صناعة غير متطورة بشكل كبير بين القرنين السابع عشر والثامن عشر مع كون الزراعة، الصناعات اليدوية، وجزئيًا التجارة القطاعات الصناعية الوحيدة المُطورة).
خلال حقبة الاشتراكية، استمر الاقتصاد البلغاري في التحوّل إلى التصنيع، بالرغم من انخفاض تجارة السوق الحرة بشكل ملحوظ، وأصبحت مبادرات السوق الخاصة خاضعة لقوانين الدولة. احرز الاقتصاد البلغاري مع ذلك تقدمًا ملحوظًا في تحديث البنية التحتية للطرق، النقل الجوي، وكذلك تطوير قطاع السياحة عن طريق بناء منتجعات سياحية على طول ساحل البحر الأسود والمناطق الجبلية. منذ نهاية الحرب العالمية الثانية وحتى التغير واسع الانتشار للنظام الحاكم في أوروبا الشرقية في نوفمبر1989، مارس الحزب الشيوعي البلغاري (بي سي بّي) سيطرته الاقتصادية، الاجتماعية والسياسية الكاملة في بلغاريا.
صعد الحزب للسلطة عام 1944 مؤشرًا على بداية التغير الاقتصادي باتجاه الاقتصاد المخطط مركزيًا. تبعت بلغاريا خلال ذلك الوقت النموذج السوفييتي للتطوير الاقتصادي بشكل أقرب من أي عضو آخر في الكتلة الشرقية، وأصبحت من أوائل الأعضاء في مجلس التعاون الاقتصادي. حوَّل النظام الحاكم نوع الاقتصاد من زراعي بالدرجة الأولى إلى اتجاه اقتصاد صناعي، مع تشجيع نقل القوى العاملة من الريف إلى المدن، وموفرًا بذلك عُمالًا للمنشآت الصناعية الجديدة المبنية على نطاق واسع. تحول تركيز التجارة الدولية البلغارية في نفس الوقت من أوروبا الوسطى إلى أوروبا الشرقية والاتحاد السوفييتي. نتج عن السياسات الجديدة نسب مبدئية مُبهرة للتطوير الاقتصادي.
تشبّه الاقتصاد البلغاري بشكل كبير باقتصاد الاتحاد السوفييتي. تخطيط بالأسلوب السوفييتي شكلته فترات من خطة لخمس سنوات على التوالي وكان له منافع أكثر هناك مقارنةً بدول أوروبا الشرقية الأخرى حيث طُبِّق للمرة الأولى في بدايات خمسينيات القرن العشرين. طوال فترة ما بعد الحرب، وساعد مستوى الاستقرار السياسي الداخلي غير المنظور في بلدان أوروبا الشرقية الأخرى خلال الفترة نفسها في التقدم الاقتصادي بشكل ملحوظ. مثَّل هذا تغيرًا في المشهد السياسي البلغاري بسبب شيوع الاضطراب السياسي قبل صعود الحزب الشيوعي البلغاري للسلطة. مع ذلك، فقد اتعب رأس المال المنخفض والإنتاجية المنخفضة، وكذلك مدخلات المواد الغالية الاقتصاد البلغاري مع بدايات ستينيات القرن العشرين. مع نسب نمو مخيبة للآمال أتت درجة عالية من التجريب الاقتصادي. حدث هذا التجريب ضمن إطار العمل الاشتراكي الاقتصادي، بالرغم من عدم وصوله أبدًا لاقتصاد مبني على السوق.
فاقم الأداء الاقتصادي الضعيف المستمر من الضائقة الاقتصادية في أواخر ثمانينيات القرن العشرين. كان تضليل وعدم عقلانية سياسات الحزب الشيوعي البلغاري بحلول ذلك الوقت قد أصبحت واضحة. انكمش الاقتصاد  البلغاري بشكل كبير بعد عام 1987، قبل مجلس التعاون الاقتصادي بفترة قصيرة، الذي كان قد اندمج معه الاقتصاد البلغاري بشكل قريب، وحُل عام 1991. في 10 نوفمبر عام 1989، وفي جلسة الحزب الشيوعي البلغاري المكتملة، فُصِل تودور جيفكوف من حزبه الذي بقي في مناصب القائد والرئيس فيه لفترة طويلة. مهَّد نظام الحكم الشيوعي الطريق إلى للانتخابات والحكومة الديمقراطية. على عكس الأحزاب الشيوعية في أغلب دول أوروبا الشرقية الأخرى، الحزب الشيوعي البلغاري (غير اسمه إلى الحزب الاشتراكي البلغاري) احتفظ بالسلطة عن طريق الفوز بأول انتخابات حرة وطنية في يونيو 1990. وقد تحقق ذلك بسبب تغييرات في قيادة الحزب، البرنامج، انخفاض قاعدته السياسية وخطوات أخرى مما سمح بإعادة التوجيه الاقتصادي باتجاه نظام السوق. أدّى الانتقال الصعب المقرون بالغموض السياسي وعدم استعداد الشعب البلغاري لتغييرات اجتماعية واقتصادية إلى زيادة سوء الأوضاع الاقتصادية بشكل كبير خلال بدايات تسعينيات القرن العشرين.

### 1990-2000
انخفض الأداء الاقتصادي بشكل كبير في بداية التسعينيات بعد تفكك نظام مجلس التعاون الاقتصادي وفقدان السوق السوفياتي، التي كانت البلاد مرتبطة بها تمامًا. أيضا، نتيجة للاضطرابات السياسية مع المحاولات الأولى لإعادة تأسيس نظام سياسي ديمقراطي وحر اقتصاد السوق ومستوى المعيشة انخفض بنحو 40٪، والتي فقط لتحقيق الاستقرار بشكل كبير بعد عام 1998 بعد سقوط زان فيدينوف.
ظهرت أولى بوادر الانتعاش في عام 1994 عندما نما الناتج المحلي الإجمالي بنسبة 1.4٪. استمر هذا التقدم مع ارتفاع بنسبة 2.5٪ في عام 1995. وانخفض التضخم، الذي قفز إلى 122٪ في عام 1994 ، إلى معدلات طبيعية بلغت 32.9٪ في عام 1995. وخلال عام 1996، انهار الاقتصاد خلال حكومة جان فيدينوف. كان ذلك بسبب عجز الحزب الاشتراكي البلغاري عن إدخال إصلاحات اقتصادية حيوية والفشل في وضع معايير تشريعية للمؤسسات المصرفية والمالية ، مما أدى إلى إضطراب النظام المصرفي. كل هذا أدى إلى معدل تضخم بلغ 311٪ ، وانهيار عملة الليف . في ربيع 1997، المؤيدة للإصلاح القوى الديمقراطية المتحدة جاء التحالف إلى السلطة بحزمة الإصلاح الاقتصادي الطموحة. وشملت الإصلاحات إدخال نظام مجلس العملة، الذي تم الاتفاق عليه مع صندوق النقد الدولي والبنك الدولي، يسمح للاقتصاد لتحقيق الاستقرار. شهد العقد الأول من القرن الحادي والعشرين وتيرة ثابتة للنمو وفوائض في الميزانية، ولكن تضخمًا هشًا.
أظهر الاستثمار الأجنبي المباشر الناجح والحكومات المتعاقبة التزامًا بالإصلاحات الاقتصادية والتخطيط المالي المسؤول الذي ساهم بشكل كبير في الاقتصاد البلغاري ، بمتوسط معدل نمو تاريخي بلغ 6٪ سنويًا. لا يزال الفساد في الإدارة العامة وضعف القضاء يمثلان مشاكل طويلة الأمد ، مع استمرار ارتفاع معدلات الجريمة المنظمة. احتلت بلغاريا المرتبة 69 على مؤشر الفساد من قبل منظمة الشفافية الدولية في عام 2021.
على الرغم من أن السياسيين كانوا يقدمون ضمانات بأن الركود في أواخر العقد الأول من القرن الحادي والعشرين لن يضرب بلغاريا، فقد عانى الاقتصاد من انخفاض الناتج المحلي الإجمالي بنسبة 5.5 ٪ في تلك الفترة. ارتفع معدل البطالة لما لا يقل عن خمسة أرباع مما أدى إلى أسوأ ركود في بلغاريا منذ أوائل التسعينيات. ومع ذلك، لم تكن الظروف الاقتصادية شديدة للغاية مقارنة ببقية أوروبا .

### إصلاحات التسعينيات وأوائل القرن الحادي والعشرين
ووعد أعضاء الحكومة بالمضي قدما في السيولة والخصخصة الجماعية عند توليهم مناصبهم في يناير 1995 لكنهم كانوا بطيئين في التصرف. عقوبات الأمم المتحدة ضد يوغوسلافيا والعراق(1990-2003) ، وهما من أهم الشركاء التجاريين للبلاد، كان لهما خسائر فادحة في الاقتصاد البلغاري. ظهرت أولى بوادر الانتعاش في عام 1994 عندما نما الناتج المحلي الإجمالي وانخفض التضخم.بدأت الجولة الأولى من الخصخصة الجماعية أخيرًا في يناير 1996، وبدأت المزادات في نهاية ذلك العام. تم إجراء الجولتين الثانية والثالثة في ربيع 1997 في ظل حكومة جديدة. في يوليو 1998، توصلت الحكومة بقيادة UDF وصندوق النقد الدولي إلى اتفاق بشأن قرض لمدة 3 سنوات بقيمة حوالي 800 مليون دولار، والذي حل محل اتفاقية الاستعداد لمدة 14 شهرًا والتي انتهت في يونيو 1998. تم استخدام القرض لتطوير الأسواق المالية، وتحسين برامج شبكات الأمان الاجتماعي ، وتقوية النظام الضريبي ، وإصلاح قطاعي الزراعة والطاقة ، وزيادة تحرير التجارة. و المفوضية الأوروبية في تقرير الدولة لعام 2002، أقرت بلغاريا بأنها اقتصاد سوق فعال ، معترفة بالتقدم الذي أحرزته حكومة رئيس الوزراء إيفان كوستوف نحو الإصلاحات الموجهة نحو السوق.

### انتعاش من أزمة فبراير 1997
في أبريل 1997 ، فاز اتحاد القوى الديمقراطية (SDS) بالانتخابات البرلمانية السابقة للولاية وأدخل نظام مجلس العملة التابع لصندوق النقد الدولي والذي نجح في استقرار الاقتصاد. لقد أفسح التضخم المكون من ثلاثة أرقام في عامي 1996 و 1997 الطريق أمام نمو اقتصادي رسمي، لكن المتنبئين توقعوا نموًا متسارعًا خلال السنوات العديدة القادمة. يشمل برنامج الإصلاح الهيكلي للحكومة ما يلي:
1. خصخصة الشركات المملوكة للدولة ، وعند الاقتضاء ، تصفيتها.
2. تحرير السياسات الزراعية ، بما في ذلك تهيئة الظروف لتطوير سوق الأراضي.
3. إصلاح برامج التأمين الاجتماعي في البلاد.
4. إصلاحات لتعزيز إنفاذ العقود ومكافحة الجريمة والفساد.

على الرغم من الإصلاحات، أدى ضعف السيطرة على الخصخصة إلى إفلاس العديد من مؤسسات الدولة الناجحة. فشلت الحكومة SDS أيضا لوقف تزايد رصيد الحساب السلبية، التي منذ ذلك الحين استمرت في الزيادة ليصل إلى سلبية من 12650000000 $ في عام 2008. والحكومة المنتخبة في 2001 تعهدت للحفاظ على أهداف السياسة الاقتصادية الأساسية سابقتها المعتمدة في عام 1997، على وجه التحديد: الإبقاء على مجلس العملة ، وتنفيذ سياسات مالية سليمة ، وتسريع الخصخصة ، ومتابعة الإصلاحات الهيكلية. فشلت الحكومتان في تنفيذ سياسات اجتماعية سليمة.
حقق الاقتصاد نجاحًا حقيقيًا بين عامي 2003 و 2008 وسرعان ما ارتفعت أرقام النمو ، حيث تراوحت بين أرقام تصل إلى 6.6٪ (2004) و 5.0٪ (2003). حتى في العام السابق للأزمة ، 2008 ، كان الاقتصاد البلغاري ينمو بسرعة بنسبة 6.0٪ ، على الرغم من التباطؤ الكبير في الربع الأخير.

### جزء من الاتحاد الأوروبي
في 1 يناير 2007 دخلت بلغاريا الاتحاد الأوروبي. أدى ذلك إلى بعض التحرير الفوري للتجارة الدولية ، ولكن لم تكن هناك صدمة للاقتصاد. حققت الحكومة فوائض سنوية تجاوزت 3٪. أدت هذه الحقيقة ، إلى جانب نمو الناتج المحلي الإجمالي السنوي فوق 5٪ ، إلى رفع مديونية الحكومة إلى 22.8٪ من الناتج المحلي الإجمالي في عام 2006 من 67.3٪ قبل خمس سنوات. وهذا يتناقض مع العجز الهائل في الحساب الجاري . تضمن أسعار الفائدة المنخفضة توافر الأموال للاستثمار والاستهلاك. على سبيل المثال ، بدأ الازدهار في سوق العقارات في حوالي عام 2003. وفي نفس الوقت تضخم سنوي في الاقتصاد كان متغيرًا وخلال السنوات الخمس الماضية (2003-2007) شهدت انخفاضًا منخفضًا قدره 2.3٪ وارتفاعًا بنسبة 7.3٪. الأهم من ذلك، أن هذا يشكل تهديدًا لانضمام البلاد إلى منطقة اليورو . على الحكومة البلغارية كان مقررا في الأصل لاعتماد اليورو في موعد لا يتجاوز عام 2015. وعلى الرغم من أن بلغاريا سوف تضطر إلى اعتماد اليورو كشرط للعضوية، ومنذ ذلك الحين تم تأجيل خطط اقتصادية لمرات أفضل . من وجهة نظر سياسية ، هناك مفاضلة بين النمو الاقتصادي في بلغاريا والاستقرار المطلوب للانضمام المبكر إلى الاتحاد النقدي.
لا يزال الناتج المحلي الإجمالي للفرد في بلغاريا تعادل القوة الشرائية حوالي نصف الاتحاد الأوروبي الـ27المتوسط ، في حين أن نصيب الفرد من الناتج المحلي الإجمالي الاسمي للبلاد يبلغ حوالي 20٪ من متوسط دول الاتحاد الأوروبي الـ27. ومع ذلك ، تحتل بلغاريا المرتبة 38 (2015) في قائمة ترتيب سهولة ممارسة الأعمال التجارية ، وهي أعلى من معظم دول أوروبا الشرقية الأخرى ،  والمرتبة 40 (2012) في مؤشر الحرية الاقتصادية في العالم ، متفوقةً على بلجيكا وإسبانيا وبولندا والمجر ، البرتغال. تمتلك بلغاريا أيضًا أدنى معدلات ضرائب الدخل على الأفراد والشركات في الاتحاد الأوروبي ، بالإضافة إلى ثاني أدنى دين عام لجميع الدول الأعضاء في الاتحاد الأوروبي عند 16.2٪ من الناتج المحلي الإجمالي في عام 2010.

### الانكماش الاقتصادي في أعقاب الأزمة المالية العالمية

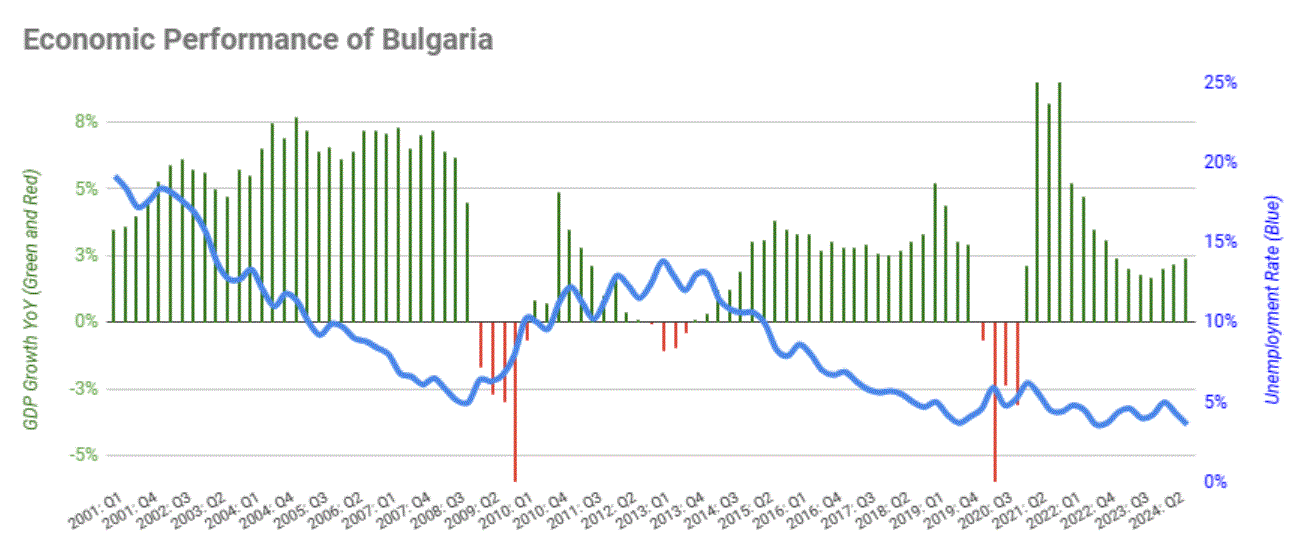
نمو الناتج المحلي الإجمالي (الأخضر مقابل الأحمر) والبطالة (الأزرق) منذ عام 2001.

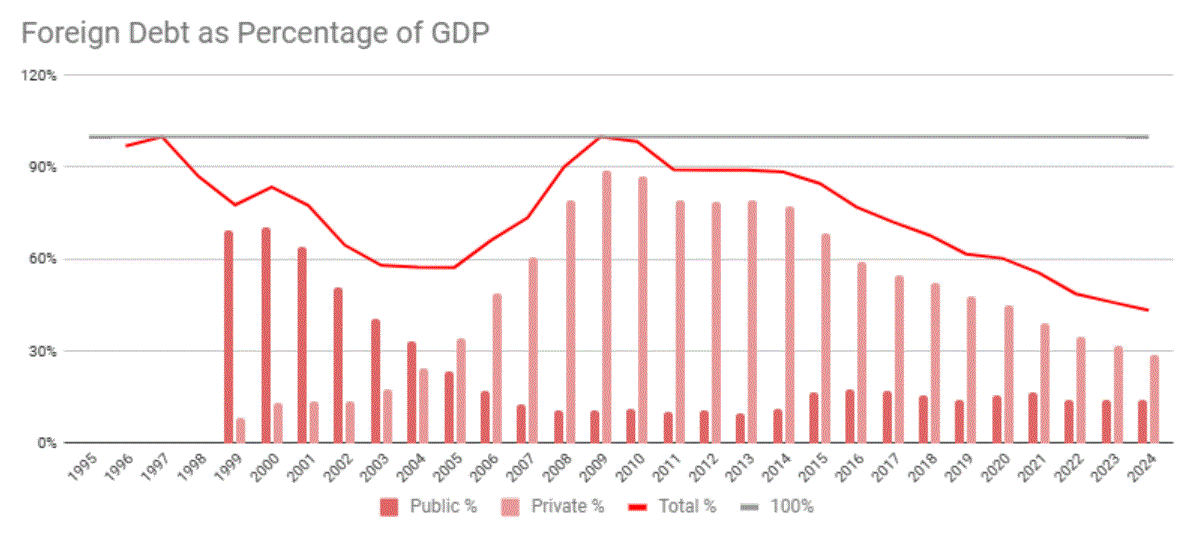
الدين الخارجي العام (الأحمر الداكن) مقابل الدين الخارجي الخاص (الأحمر الفاتح) (الخط الأحمر).

عانت البلاد بداية صعبة لعام 2009 ، بعد قطع إمدادات الغاز في نزاع الغاز بين روسيا وأوكرانيا . عانى الإنتاج الصناعي ، وكذلك الخدمات العامة ، مما كشف اعتماد بلغاريا المفرط على المواد الخام الروسية. و الأزمة المالية العالمية بدأت في ممارسة الضغط النزولي على النمو والتوظيف في الربع الأخير من عام 2008. سوق العقارات، وإن لم يكن هبوط، توقفت، ويتوقع أن يكون أقل بكثير في المدى القصير والمتوسط النمو.
خلال عام 2009 ، تحققت التوقعات القاتمة لتأثيرات الأزمة العالمية على الاقتصاد البلغاري إلى حد كبير. على الرغم من معاناتها أقل من البلدان الأكثر تضررا، سجلت بلغاريا أسوأ نتائجها الاقتصادية منذ انهيار عام 1997. وانكمش الناتج المحلي الإجمالي بنحو 5٪ وقفزت البطالة. انخفض الإنفاق الاستهلاكي والاستثمار الأجنبي بشكل كبير وأدى إلى انخفاض النمو في عام 2010 إلى 0.3٪. لا تزال البطالة مرتفعة باستمرار عند حوالي 10٪.

### الحكومة الجديدة والانضباط المالي
اتخذت حكومة بويكو بوريسوف المنتخبة في عام 2009 خطوات لاستعادة النمو الاقتصادي ، مع محاولة الحفاظ على سياسة مالية صارمة. أثبت الانضباط المالي الذي وضعه وزير المالية دجانكوف نجاحه ، ومع انخفاض الإنفاق في الميزانية ، وضع الاقتصاد البلغاري في مرحلة النمو المطرد على الرغم من النمو البطيء في خضم الأزمة العالمية. في 1 ديسمبر 2009 ، رفعت Standard & Poor's توقعات الاستثمار في بلغاريا من «سلبية» إلى «مستقرة» ، مما جعل بلغاريا الدولة الوحيدة في الاتحاد الأوروبي التي حصلت على ترقية إيجابية في ذلك العام. في يناير 2010 ، تبعت Moody's برفع منظور التصنيف الخاص بها من «مستقر» إلى «إيجابي».
كان من المتوقع أن تنضم بلغاريا إلى منطقة اليورو في عام 2013 ، ولكن بعد ظهور بعض عدم الاستقرار في المنطقة ، تمتنع بلغاريا عن مواقفها تجاه اليورو ، وتجمع معًا المواقف الإيجابية والواقعية. الليف البلغاري مرتبط بأي حال باليورو. تعتبر بلغاريا أن الانضمام إلى منطقة اليورو في الوقت الحالي ينطوي على مخاطرة كبيرة. وجد استطلاع اتجاهات عبر الأطلسي لعام 2012 أن 72 في المائة من البلغار لم يوافقوا على السياسة الاقتصادية التي تنتهجها حكومة حزب يمين الوسط ورئيس الوزراء بويكو بوريسوف.

## البيانات
يوضح الجدول التالي أهم المؤشرات الاقتصادية للفترة 1980-2017. التضخم أقل من 2٪ باللون الأخضر.
| السنة | ناتج محلي إجمالي (تعادل القوة الشرائية بالدولار الأمريكي) | ناتج محلي إجمالي للفرد (تعادل القوة الشرائية بالدولار الأمريكي) | نمو ناتج محلي إجمالي (حقيقة) | معدل التضخم (في المئة) | البطالة (في المئة) | توازن الميزانية (ناتج محلي إجمالي) | الدين الحكومي (ناتج محلي إجمالي) |
| ----- | --------------------------------------------------------- | --------------------------------------------------------------- | ---------------------------- | ---------------------- | ------------------ | ---------------------------------- | -------------------------------- |
| 1980  | 39.6                                                      | 4,497                                                           | ▲5.7%                        | غ/م                    | غ/م                | غ/م                                | غ/م                              |
| 1981  | ▲45.7                                                     | ▲5,168                                                          | ▲5.3%                        | 0%                     | غ/م                | غ/م                                | غ/م                              |
| 1982  | ▲50.5                                                     | ▲5,701                                                          | ▲4.2%                        | 2.8%                   | غ/م                | غ/م                                | غ/م                              |
| 1983  | ▲54.1                                                     | ▲6,087                                                          | ▲3.0%                        | 2.8%                   | غ/م                | غ/م                                | غ/م                              |
| 1984  | ▲58.6                                                     | ▲6,585                                                          | ▲4.6%                        | 2.8%                   | غ/م                | غ/م                                | غ/م                              |
| 1985  | ▲61.5                                                     | ▲6,911                                                          | ▲1.8%                        | 2.8%                   | غ/م                | غ/م                                | غ/م                              |
| 1986  | ▲66.1                                                     | ▲7,426                                                          | ▲5.3%                        | 2.7%                   | غ/م                | غ/م                                | غ/م                              |
| 1987  | ▲70.9                                                     | ▲7,978                                                          | ▲4.7%                        | 2.7%                   | غ/م                | غ/م                                | غ/م                              |
| 1988  | ▲75.2                                                     | ▲8,480                                                          | ▲2.4%                        | 2.5%                   | غ/م                | غ/م                                | غ/م                              |
| 1989  | ▲77.7                                                     | ▲8,807                                                          | ▼−0.5%                       | 6.4%                   | 0.0%               | غ/م                                | غ/م                              |
| 1990  | ▼73.3                                                     | ▼8,358                                                          | ▼−9.1%                       | 23.9%                  | 2.9%               | غ/م                                | غ/م                              |
| 1991  | ▼67.6                                                     | ▼7,777                                                          | ▼−10.8%                      | 335.5%                 | 6.8%               | غ/م                                | غ/م                              |
| 1992  | ▼63.3                                                     | ▲7,360                                                          | ▼−8.4%                       | 82.0%                  | 13.2%              | غ/م                                | غ/م                              |
| 1993  | ▼57.3                                                     | ▲6,736                                                          | ▼−11.6%                      | 72.8%                  | 15.8%              | غ/م                                | غ/م                              |
| 1994  | ▼56.4                                                     | ▲6,707                                                          | ▼−3.7%                       | 96.0%                  | 14.1%              | غ/م                                | غ/م                              |
| 1995  | ▲56.6                                                     | ▲1,511                                                          | ▼−1.6%                       | 62.1%                  | 11.4%              | غ/م                                | غ/م                              |
| 1996  | ▼53.0                                                     | ▼6,448                                                          | ▼−8.0%                       | 123.0%                 | 11.0%              | غ/م                                | غ/م                              |
| 1997  | ▲53.1                                                     | ▲6,502                                                          | ▼−1.6%                       | 1,061.2%               | 14.0%              | غ/م                                | غ/م                              |
| 1998  | ▲56.3                                                     | ▲6,943                                                          | ▲4.9%                        | 18.7%                  | 12.4%              | 1.2%                               | 76.5%                            |
| 1999  | ▲56.8                                                     | ▲7,042                                                          | ▼0.5%                        | 2.6%                   | 13.8%              | ▼0.2%                              | 79.4%                            |
| 2000  | ▲61.0                                                     | ▼7,483                                                          | ▲5.0%                        | 10.3%                  | 18.1%              | ▼-0.6%                             | 73.9%                            |
| 2001  | ▲64.7                                                     | ▲8,195                                                          | ▲3.8%                        | 7.4%                   | 17.5%              | ▼-0.6%                             | 67.6%                            |
| 2002  | ▲69.6                                                     | ▲8,870                                                          | ▲5.9%                        | 5.8%                   | 17.4%              | ▼-0.6%                             | 53.8%                            |
| 2003  | ▲74.5                                                     | ▲9,555                                                          | ▲5.2%                        | 2.3%                   | 13.9%              | 0.0%                               | 45.8%                            |
| 2004  | ▲81.5                                                     | ▲10,498                                                         | ▲6.4%                        | 6.1%                   | 12.2%              | ▲1.6%                              | 38.1%                            |
| 2005  | ▲90.0                                                     | ▲11,660                                                         | ▲7.1%                        | 6.0%                   | 10.2%              | ▲2.2%                              | 28.7%                            |
| 2006  | ▲99.1                                                     | ▲12,904                                                         | ▲6.9%                        | 7.4%                   | 9.0%               | ▲3.2%                              | 22.8%                            |
| 2007  | ▲109.2                                                    | ▲14,297                                                         | ▲7.3%                        | 7.6%                   | 6.9%               | ▲3.1%                              | 17.6%                            |
| 2008  | ▲118.1                                                    | ▲15,521                                                         | ▲6.0%                        | 12.0%                  | 5.7%               | ▲2.7%                              | 14.7%                            |
| 2009  | ▼114.7                                                    | ▼15,164                                                         | ▼-3.6%                       | 2.5%                   | 6.9%               | ▼-0.9%                             | 14.6%                            |
| 2010  | ▲117.6                                                    | ▲15,666                                                         | ▲1.3%                        | 3.0%                   | 10.3%              | ▼-3.8%                             | 14.1%                            |
| 2011  | ▲122.3                                                    | ▲16,694                                                         | ▲1.9%                        | 3.4%                   | 11.4%              | ▼-1.8%                             | 14.4%                            |
| 2012  | ▲124.7                                                    | ▲17,120                                                         | 0.0%                         | 2.4%                   | 12.4%              | ▼-0.4%                             | 16.7%                            |
| 2013  | ▲127.5                                                    | ▲17,600                                                         | ▲0.5%                        | 0.4%                   | 13.0%              | ▼-1.8%                             | 17.2%                            |
| 2014  | ▲132.3                                                    | ▲18,373                                                         | ▲1.8%                        | ▼-1.6%                 | 11.5%              | ▼-3.7%                             | 26.4%                            |
| 2015  | ▲138.4                                                    | ▲19,344                                                         | ▲3.5%                        | ▼-1.1%                 | 9.2%               | ▼-2.8%                             | 25.6%                            |
| 2016  | ▲145.5                                                    | ▲20,474                                                         | ▲3.9%                        | ▼−1.3%                 | 7.7%               | ▲1.6%                              | 27.4%                            |
| 2017  | ▲153.8                                                    | ▲21,817                                                         | ▲3.8%                        | ▲1.2%                  | 6.3%               | ▲0.8%                              | 23.3%                            |
| 2018  | ▲162.3                                                    | ▲23,155                                                         | ▲3.2%                        | ▲2.6%                  | 5.2%               | ▲0.1%                              | 20.5%                            |

## القطاعات

### الصناعة والبناء
كان جزء كبير من صناعة الحقبة الشيوعية في بلغاريا عبارة عن صناعة ثقيلة ، على الرغم من أن المواد الكيميائية الحيوية وأجهزة الكمبيوتر كانت منتجات مهمة في بداية الثمانينيات. لأن الصناعة البلغارية كانت مهيأة للأسواق السوفيتية ، تسبب نهاية الاتحاد السوفيتي وحلف وارسو في أزمة حادة في التسعينيات. بعد ظهور أول نمو له منذ الحقبة الشيوعية في عام 2000 ، نما القطاع الصناعي في بلغاريا ببطء ولكن بثبات في أوائل القرن الحادي والعشرين. ومع ذلك ، كان أداء الصناعات التحويلية الفردية متفاوتًا. عانت معالجة الأغذية وتصنيع التبغ من خسارة الأسواق السوفيتية ولم تحافظ على معايير عالية بما يكفي للمنافسة في أوروبا الغربية. انخفضت معالجة المنسوجات بشكل عام منذ منتصف التسعينيات ، على الرغم من نمو صادرات الملابس بشكل مطرد منذ عام 2000.
نجا تكرير النفط من صدمات التسعينيات بسبب استمرار سوق التصدير وشراء مصفاة بورغاس من قبل شركة النفط الروسية العملاقة لوك أويل. ظلت الصناعة الكيميائية في حالة عامة جيدة ولكنها تخضع لتقلب أسعار الغاز الطبيعي. لقد تأخر النمو في صناعة المعادن الحديدية ، التي تهيمن عليها شركة Kremikovtsi Metals Combine ، بسبب عملية الخصخصة المعقدة والمعدات الرأسمالية المتقادمة. ازدهرت المعادن غير الحديدية لأن مصنع صهر النحاس في بيردوب تم شراؤه من قبل يونيون مينيير البلجيكي ولأن أسواق التصدير كانت مواتية.
كان انتهاء حلف وارسو وخسارة أسواق العالم الثالث بمثابة ضربات خطيرة لصناعة الدفاع. في أوائل العقد الأول من القرن الحالي ، تضمنت خطة الصناعة للبقاء ترقية المنتجات لإرضاء الأسواق الغربية والقيام بالتصنيع التعاوني مع الشركات الروسية. لم تكن صناعة الإلكترونيات ، التي تم تكوينها أيضًا في الثمانينيات لخدمة الأسواق السوفيتية ، قادرة على التنافس مع الشركات المصنعة لأجهزة الكمبيوتر الغربية. تعتمد الصناعة الآن على اتفاقيات العقود مع الشركات الأوروبية وجذب الاستثمار الأجنبي.
توقفت صناعة السيارات عن تصنيع السيارات والشاحنات والحافلات. كما توقف تصنيع الرافعات الشوكية ، وهو تخصص في العصر الشيوعي. في أوائل العقد الأول من القرن الحادي والعشرين ، ازدهر بناء السفن في ساحتي فارنا وروز الرئيسيتين بسبب الملكية الأجنبية (روس) والخصخصة (فارنا).
فقط في السنوات الأخيرة ، استعاد إنتاج الإلكترونيات والمعدات الكهربائية مستويات أعلى. وتشمل أكبر مراكز صوفيا ، بلوفديف والمنطقة المحيطة بها، بوتفغراد ، ستارا زاغورا ، فارنا ، Pravets والعديد من المدن الأخرى.الأجهزة المنزلية ، أجهزة الكمبيوتر ، أقراص مدمجة ،الهواتف ، أجهزة طبية ويجري إنتاج المعدات والعلمية. في عام 2008 ، شحنت صناعة الإلكترونيات أكثر من 260 مليون دولار من الصادرات ، في المقام الأول من المكونات وأجهزة الكمبيوتر والإلكترونيات الاستهلاكية.
العديد من المصانع التي تنتج معدات النقل حاليا لا تزال لا تعمل بكامل طاقتها. تنتج النباتات القطارات (بورغاس، دريانوفو)، الترام (صوفيا)، العربات (دوبنيتسا)، الحافلات (بوتيفغراد)، الشاحنات (شومن)، الشاحنات (بلوفديف، لوم، صوفيا، لوفيتش). تمتلك شركة Lovech مصنعًا لتجميع السيارات. تعمل روس كمركز رئيسي للآلات الزراعية. يتم إنتاج الأسلحة البلغارية بشكل رئيسي في وسط بلغاريا ( كازنلاك ، سوبوت ، كارلوفو ).
انخفض إنتاج البناء بشكل كبير في التسعينيات مع تراجع البناء الصناعي والإسكان، لكن الانتعاش بدأ في أوائل القرن الحادي والعشرين. استأنف القطاع ، الذي تهيمن عليه الآن الشركات الخاصة ، برامج البناء الأجنبية التي أدت إلى الازدهار في الحقبة الشيوعية. تمتلك شركة Glavbolgarstroy مشاريع بناء كبيرة في كازاخستان وروسيا وأوكرانيا بالإضافة إلى عقود محلية.
واحد من أكبر الاستثمارات الرومانية في بلغاريا في صناعة البناء والتشييد / التجزئة، وهي العلامة التجارية Budmax من مخازن التموين البناء (المملوكة من قبل أرابيسك).

### الطاقة

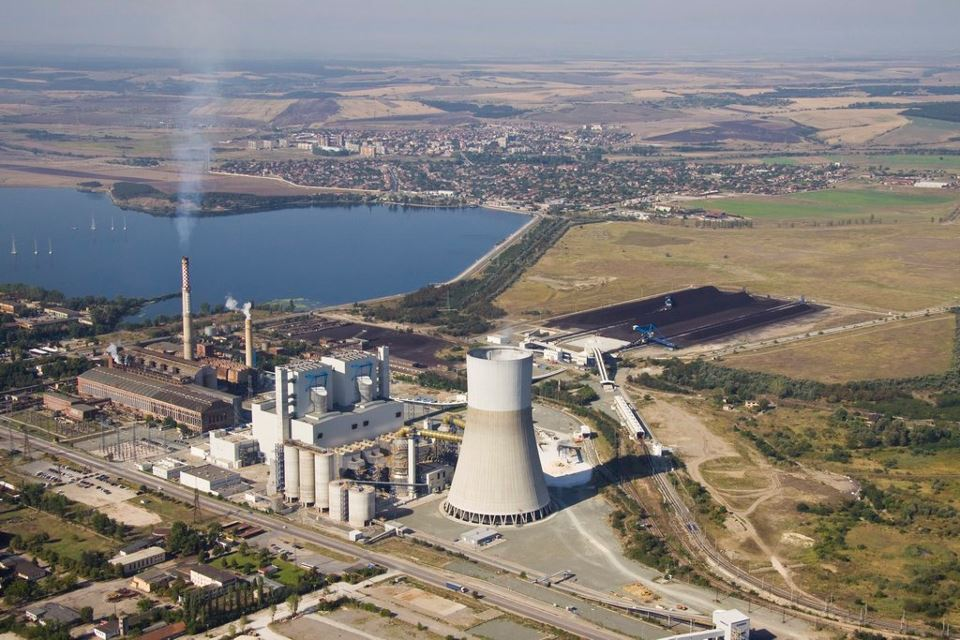
جزء من مجمع Maritza Iztok AES Galabovo

تعتمد بلغاريا على استيراد النفط والغاز الطبيعي (يأتي معظمه من روسيا )، جنبًا إلى جنب مع التوليد المحلي للكهرباء من محطات الطاقة التي تعمل بالفحم والطاقة المائية، ومحطة كوزلودوي النووية. تستورد بلغاريا 97٪ من غازها الطبيعي من روسيا. لا يزال الاقتصاد كثيف الاستخدام للطاقة لأن ممارسات الحفظ تطورت ببطء. البلد منتج إقليمي رئيسي للكهرباء، أنتجت بلغاريا 38.07 مليار كيلووات / ساعة من الكهرباء في عام 2006  (بالمقارنة، رومانيا، التي يبلغ عدد سكانها أكبر بثلاث مرات من بلغاريا، أنتجت 51.7 مليار كيلووات/ ساعة في نفس العام). إن صناعة توليد الطاقة المحلية، التي تمت خصخصتها في عام 2004 من خلال المبيعات لمصالح من أوروبا واليابان وروسيا والولايات المتحدة، تعاني من معدات قديمة وضعف وكالة الرقابة. لحل المشكلة الأخيرة، في عام 2008 أنشأت الحكومة المملوكة للدولة للطاقة القابضة-(شركة بلغاريا للطاقة القابضة EAD)، ويتألف من شركة الغاز Bulgargaz Bulgartransgaz، شركة الكهرباء NEK EAD ، الكهرباء نظام التشغيل EAD، كوزلودوي محطة للطاقة النووية ، محطة الطاقة الحرارية Maritza-Iztok II ، Mini Maritza Iztok (مناجم Maritza Iztok)، و Bulgartel EAD. تمتلك الدولة 100٪ من أسهم الشركة القابضة. ستتطلب معظم محطات الطاقة التقليدية في بلغاريا تحديثًا واسع النطاق في المستقبل القريب. يوجد في بلغاريا حوالي 64 محطة صغيرة لتوليد الطاقة الكهرومائية، تنتج مجتمعة 19 بالمائة من ناتج الطاقة في البلاد.
ستلعب محطة كوزلودوي النووية، التي زودت في عام 2005 أكثر من 40 في المائة من الطاقة الكهربائية لبلغاريا، دورًا متناقصًا لأن اثنين من مفاعلاتها الأربعة المتبقية (تم إغلاق مفاعلين في عام 2002) يجب إغلاقه بحلول عام 2007 للامتثال للاتحاد الأوروبي (الاتحاد الأوروبي) المعايير. كان من المتوقع أن توقف Kozloduy، التي قامت بتصدير 14 في المائة من إنتاجها في عام 2006، جميع عمليات التصدير في عام 2007. واستؤنف بناء محطة Belene النووية التي طال انتظارها في عام 2006 ولكنها لن تكتمل حتى عام 2011 على الأقل، المخطط لها في الثمانينيات ولكن ثم تم رفضه، وأعيد إحياؤه بسبب الجدل المتعلق بالسلامة في كوزلودوي.
التنقيب عن النفط مستمر في البحر الأسود (كتلة شابلا) وعلى الحدود الرومانية، ولكن من المرجح أن يأتي الدخل النفطي الرئيسي لبلغاريا كنقطة تحويل على خطوط النقل بين الشرق والغرب والشمال والجنوب. بورغاس هي ميناء النفط الرئيسي في بلغاريا على البحر الأسود. تم شراء أكبر مصفاة نفط في بلغاريا، من قبل شركة النفط الروسية العملاقة LUKoil في عام 1999 وخضعت للتحديث في عام 2005. مصدر الفحم الوحيد المهم في بلغاريا هو اللجنيت منخفض الجودة، بشكل أساسي من مجمعي Maritsa-Iztok و Bobov Dol المملوكين للدولة محطات الطاقة الحرارية.
توفر محطات الطاقة الحرارية (TPPs) كمية كبيرة من الطاقة، وتتركز معظم السعة في مجمع Maritsa Iztok. تشمل أكبر:
- «ماريتسا إزتوك 2» - 1450 ميغاوات.
- «فارنا» - 1260 ميغاوات.
- «ماريتسا إزتوك 3» - 870 ميغاوات.
- «بوبوف دول» - 630 ميغاوات.
- «روسه إزتوك» - 600 ميغاوات.
- "Maritsa Iztok 1 / TETS Galabovo" - 650 ميغاوات.

تم الانتهاء من مشروع بناء كتلة 670 ميجاوات إضافية لمحطة ماريتزا إزتوك الحرارية للطاقة بقدرة 500 ميجاوات  في 3 يونيو 2011.
تُصنف بلغاريا كمنتج ثانوي للنفط (المرتبة 97 في العالم) بإجمالي إنتاج يبلغ 3520 برميلًا في اليوم.، اكتشف المنقبون أول حقل نفط في بلغاريا بالقرب من تيولينوفو في عام 1951. وتبلغ الاحتياطيات المؤكدة 15.000.000 برميل (2.400.000 م 3 ). توقف إنتاج الغاز الطبيعي في أواخر التسعينيات. تبلغ الاحتياطيات المؤكدة من الغاز الطبيعي 5.663 مليار.، تعتبر مصفاة النفط LUKOIL Neftochim أكبر منشأة تكرير في بلغاريا بإيرادات سنوية تصل إلى أكثر من 4 مليارات ليفا (2 مليار يورو).
السنوات الأخيرة شهدت زيادة مطردة في إنتاج الكهرباء من مصادر الطاقة المتجددة مثل طاقة الرياح والطاقة الشمسية. طاقة الرياح لها آفاق واسعة النطاق، مع ما يصل إلى 3400 ميجاوات من القدرة المركبة المحتملة. اعتبارًا من عام 2009 تشغل بلغاريا أكثر من 70 توربيناً للرياح بسعة إجمالية تبلغ 112.6 ميجاوات، وتخطط لزيادة عددها ثلاثة أضعاف تقريبًا لتصل إلى قدرة إجمالية تبلغ 300 ميجاوات في عام 2010.

### الخدمات والسياحة
على الرغم من أن مساهمة الخدمات في الناتج المحلي الإجمالي (GDP) قد تضاعفت في حقبة ما بعد الشيوعية، إلا أن حصة كبيرة من هذا النمو كانت في الخدمات الحكومية، والمستوى النوعي للخدمات يختلف اختلافًا كبيرًا. تم إصلاح النظام المصرفي البلغاري، الذي كان ضعيفًا في سنوات ما بعد الشيوعية الأولى، بالكامل في أواخر التسعينيات، بما في ذلك إشراف أقوى من البنك الوطني البلغاري والخصخصة التدريجية. في عام 2003 تمت خصخصة النظام المصرفي بالكامل، وبدأت عمليات الدمج الكبيرة في جعل النظام أكثر كفاءة، في عام 2004 نمت العديد من البنوك الصغيرة بشكل كبير بين عامي 2004 و 2006. وزادت هذه العمليات ثقة الجمهور في البنوك.
على الرغم من أن النظام لا يزال يتطلب التوحيد، فقد زاد نشاط القروض للأفراد والشركات في أوائل العقد الأول من القرن الحادي والعشرين. نمت صناعة التأمين بسرعة منذ إصلاح السوق في عام 1997، بمساعدة الشركات الأجنبية. ومن الأمثلة على ذلك مجموعة التأمين البلغارية (BIG) ، وهي شركة إدارة صندوق التقاعد والتأمين المملوكة لشركة TBI الهولندية القابضة والبنك الأوروبي لإعادة الإعمار والتنمية (EBRD). أدى إدخال خطط التأمين الصحي والتأمين التقاعدي إلى توسيع صناعة التأمين الخاص. مكنت سلسلة من قوانين الإصلاح في أوائل العقد الأول من القرن الحالي البورصة البلغارية من بدء التشغيل المنتظم. اعتبارًا من عام 2005، كان نشاط البورصة محدودًا بسبب الافتقار إلى الشفافية ، على الرغم من زيادة معدل النمو في بداية عام 2004.
بعد التراجع في التسعينيات ، نمت صناعة السياحة في القرن الحادي والعشرين بسرعة. في عام 2016 ، زار حوالي 10 ملايين أجنبي بلغاريا ، ارتفاعًا من 4 ملايين في عام 2004 و 2.3 مليون في عام 2000. ويستند هذا الاتجاه إلى عدد من الوجهات الجذابة ، والتكاليف المنخفضة ، وترميم المرافق. تمت خصخصة معظم الصناعة بحلول عام 2004.
وتتطلب عناصر البنية التحتية مثل مرافق الترفيه وخدمات الحجز التحسين. كان تطوير قطاع مبيعات التجزئة في بلغاريا بطيئًا حتى أوائل العقد الأول من القرن الحادي والعشرين، عندما بدأ ظهور عدد كبير من منافذ البيع على النمط الغربي، وتطورت صوفيا كمركز بيع بالتجزئة. بحلول عام 2006، افتتحت العديد من سلاسل البيع بالتجزئة الأوروبية الكبرى متاجر، وخطط البعض الآخر لدخول السوق البلغارية.
اجتذبت بلغاريا استثمارات كبيرة من الأجانب الذين يشترون العقارات إما لاستخدامهم الخاص أو للاستثمار. في عام 2006 ، تم توقيع أكثر من 29٪ من صفقات العقارات من قبل أجانب ، أكثر من نصفهم من المواطنين البريطانيين.قامت العديد من الشركات ، مثل شركة الأحلام البلغارية بتسويق العقارات البلغارية بنشاط للمشترين في الخارج.
في عام 2007  زار بلغاريا 5200000 سائح  لتحتل المرتبة 39 في العالم يمثل  السياح من اليونان ورومانيا وألمانيا 40٪ من الزوار. عدد كبير من السائحين البريطانيين (+300،000) والروس (+200،000) والصرب (+150،000) والبولنديين (+130،000) والدانماركيين (+100،000) يزورون بلغاريا أيضًا. ينجذب معظمهم إلى المناظر الطبيعية المتنوعة والجميلة، والتراث التاريخي والثقافي المحفوظ جيدًا، وهدوء المناطق الريفية والجبلية.
في عيد الفصح لعام 2018، أفيد أن حوالي 90 ٪ من السياح في فارنا، أحد أكبر المواقع السياحية في بلغاريا، جاءوا من رومانيا.
وتشمل الوجهات الرئيسية للعاصمة صوفيا والمنتجعات الساحلية ساني بيتش، ألبينا ، سوزوبول، سفيتي فلاس. الشتاء تلجأ بانسكو، بامبوروفو، تشبيلار و بوروفتس .تعتبر Arbanasi و Bozhentsi من الوجهات السياحية الريفية ذات التقاليد الإثنوغرافية المحفوظة جيدًا. أماكن الجذب الشهيرة الأخرى هي 10 القرن دير ريلا والقرن ال19 Euxinograd القصر.

### الزراعة والغابات وصيد الأسماك
في الحقبة الشيوعية كانت الزراعة في بلغاريا شديدة المركزية ، ومتكاملة مع الصناعات المرتبطة بالزراعة، والتي تديرها الدولة. في حقبة ما بعد الشيوعية، كانت عملية إعادة الأراضي الزراعية إلى الملاك الخاصين في شكل يضمن أن الإنتاجية كانت بطيئة. ساهم الاستثمار المصرفي وانعدام الأمن في سوق الأراضي في إبطاء التنمية في التسعينيات.
بحلول عام 2004، كان حوالي 98 في المائة من القوة العاملة وإنتاج القطاع الزراعي في بلغاريا من القطاع الخاص، بما في ذلك عدد من الشركات التعاونية الخاصة الكبيرة. كما يتم إنتاج كمية كبيرة من الغذاء للاستهلاك المباشر من قبل غير المزارعين في قطع الأراضي الصغيرة، والتي تشكل دعماً هاماً لأجزاء من السكان. في عامي 2000 و 2003، حدّ الجفاف من الإنتاج الزراعي، وكان للفيضانات نفس التأثير في عام 2005. المحاصيل الحقلية الرئيسية في بلغاريا هي القمح والذرة، والشعير.
المحاصيل الصناعية الرئيسية هي بنجر السكر وعباد الشمس والتبغ. تعتبر الطماطم والخيار والفلفل من أهم صادرات الخضار. انخفض إنتاج التفاح والعنب، أكبر منتجات الفاكهة في بلغاريا، منذ الحقبة الشيوعية، لكن تصدير النبيذ زاد بشكل كبير. أهم أنواع المواشي هي الأبقار والأغنام والدواجن والخنازير والجاموس، ومنتجات الألبان الرئيسية هي الزباديوجبن البقر والأغنام. بلغاريا هي ثالث أكبرمنتج لحليب الأغنام في العالم وهي تحتل المرتبة الخامسة عشر في إنتاج التبغ والمرتبة ١٣ أكبر منتج للتوت في أوروبا. تبلغ المعدات المتخصصة حوالي 25000 جرار و 5500 حصادات مع أسطول من الطائرات الخفيفة.

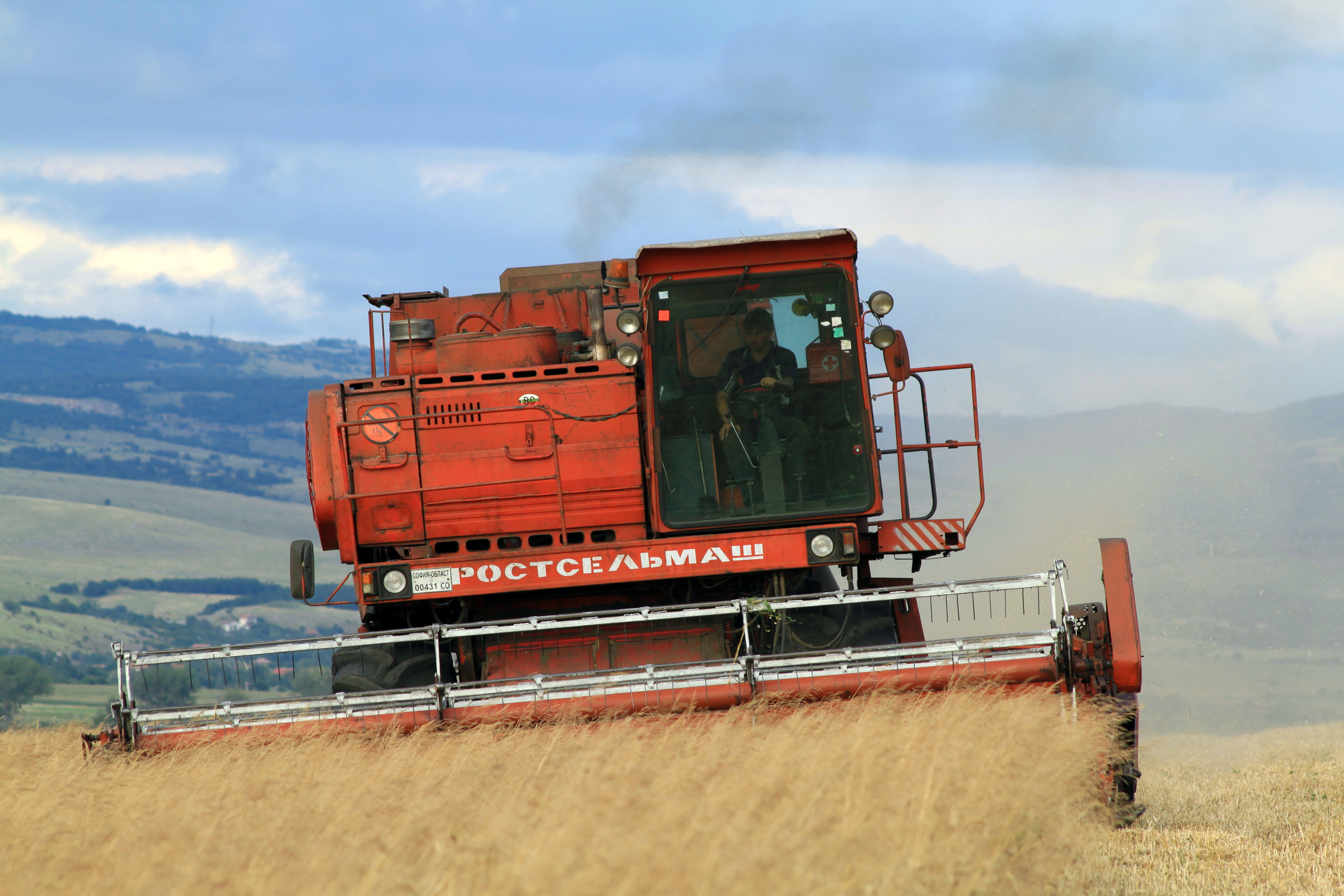
حصادة قرب Slivnitsa. حوالي 43٪ من أراضي بلغاريا صالحة للزراعة.

في عام 2004، كانت ثلث مساحة الأراضي البلغارية مغطاة بالغابات، منها حوالي 40 في المائة من الصنوبريات.بين عامي 1980 و 2000، زادت مساحة الغابات بنسبة 4.6 في المائة. في عام 2002 تم حصاد 4800 طن من الأخشاب، 44 في المائة منها من خشب الوقود و 20 في المائة من لب الخشب. على الرغم من أن معايير الدولة الاسمية للأخشاب صارمة للغاية، إلا أنه في عام 2004 تم قطع 45 في المائة من حصاد الأخشاب في بلغاريا بشكل غير قانوني بسبب الفساد في خدمة الغابات. حوالي 7.5 في المائة من الغابات محمية من جميع الاستخدامات، و 65 في المائة مخصصة للاستخدامات البيئية والتجارية.في عام 2005 ، تم تصنيف حوالي 70 في المائة من إجمالي موارد الغابات على أنها قابلة للحياة اقتصاديًا.
منذ أن أوقفت بلغاريا الصيد في أعالي البحار في عام 1995 ، استوردت البلاد كميات متزايدة من الأسماك.توسعت صناعة الاستزراع السمكي (خاصة سمك الحفش) في أوائل العقد الأول من القرن الحادي والعشرين، وقد تؤدي بعض التحسينات البيئية في البحر الأسود ونهر الدانوب، وهما المصدران الرئيسيان للأسماك، إلى زيادة الاستهلاك في السنوات المقبلة. ومع ذلك ، فقد انخفض المصيد من هذه المصادر بشكل حاد في العقود الأخيرة، ولم ينتج عنه سوى عدد قليل من أنواع الأسماك للأسواق المحلية في عام 2004. بين عامي 1999 و 2001 ، انخفض إجمالي محصول الأسماك من الأسماك البرية والمزروعة من 18600 طن إلى 8100 طن ، ولكن في عام 2003 عاد المحصول إلى 16500 طن.
بلغ إنتاج أهم المحاصيل (حسب منظمة الأغذية والزراعة) عام 2006 (بآلاف الأطنان): القمح 3301.9 ؛ عباد الشمس 1196.6 ؛ ذرة 1587.8؛ العنب 266.2 ؛ التبغ 42.0 ؛طماطم 213.0 ؛ الشعير 546.3 ؛ بطاطس 386.1 ؛ الفلفل156.7 ؛ خيار 61.5 ؛ الكرز 18.2 ؛ بطيخ 136.0 ؛الملفوف 72.7 ؛ التفاح 26.1 ؛ البرقوق 18.0 ؛ الفراولة 8.8.

### التعدين و صناعة المعادن
انخفضت صناعة التعدين في بلغاريا في حقبة ما بعد الشيوعية. ظلت العديد من الودائع متخلفة بسبب نقص المعدات الحديثة وانخفاض التمويل. ساهم التعدين بأقل من 2 في المائة من الناتج المحلي الإجمالي وشغل أقل من 3 في المائة من القوة العاملة في أوائل العقد الأول من القرن الحادي والعشرين. تمتلك بلغاريا الرواسب التقديرية التالية من المعادن الفلزية: 207 مليون طن من خام الحديد ، و 127 مليون طن من خام المنغنيز، و 936 مليون طن من خام النحاس ، و 238 مليون طن من خام الكروم ، و 150 مليون طن من خام الذهب. يتم استخراج العديد من المعادن البلغارية تجارياً. 80 في المائة من التعدين يتم عن طريق التنقيب في حفرة مفتوحة.
لا يكفي استخراج الحديد في Kremikovtsi وأماكن أخرى لدعم صناعة الصلب المحلية، لكن رواسب النحاس والرصاص والزنك تزود صناعات المعادن غير الحديدية بالكامل. تمتلك شركة بريطانية مناجم ذهب استكشافية في Dikanyite و Gornoseltsi، ويعمل منجم محلي للنحاس والذهب في Chelopech. يوجد حوالي 50 معدنًا غير فلزي بكميات كبيرة. توجد كميات كبيرة من اليورانيوم في جبال رودوبي ، ولكن لم يحدث أي استخراج في السنوات العشر الماضية.
على الرغم من الأداء الضعيف لقطاع التعدين، فقد زادت الإنتاجية في السنوات الأخيرة. يظل التعدين أحد أهم مصادر عائدات الصادرات ولا يزال مساهماً هاماً في النمو الاقتصادي. تبلغ قيمة صناعة التعدين 760 مليون دولار ، وتوظف، إلى جانب الصناعات ذات الصلة ، 120 ألف شخص.
أدى ارتفاع الأسعار العالمية للذهب والرصاص والنحاس في عام 2010 ، فضلاً عن الاستثمارات في إنتاج الزنك والفحم، إلى تعزيز النمو الاقتصادي في قطاع التعدين بعد الأزمة المالية في 2007-2008.  اعتبارًا من عام 2010، تحتل بلغاريا المرتبة التاسعة عشر في إنتاج الفحم في العالم ، في المرتبة التاسعة منتج البزموت،  أكبر 19 منتجًا للنحاس ، والمرتبة 26 من أكبر منتجي الزنك . في أوروبا ، تحتل البلاد المرتبة الرابعة في إنتاج الذهب والسادسة في إنتاج الفحم.
يحتل منجم النحاس "Elatsite" ومنشأة إعادة المعالجة الذي بُني خلال حكم Vulko Chervenkov، مكانه كواحد من أكبر المنشآت في جنوب شرق أوروبا. وتستخرج 13 مليون طن من الخام سنويا وتنتج 42 ألف طن من النحاس و 1.6 طن من الذهب و 5.5 طن من الفضة.
تعدين الحديد له أهمية كبيرة فالكثير من إنتاج الصلب والحديد الخام يتم في Kremikovtsi و Stomana. اعتبارًا من عام 2009 أصبح مصير مصانع الصلب في كريميكوفتسي محل نقاش بسبب التلوث الخطير في العاصمة صوفيا.
أكبر مصافي الرصاص والزنك تعمل في بلوفديف ،كارجلي ونوفي عسكر. للنحاس في Pirdop و Eliseina (المنحل الآن)؛ للألومنيوم في شومين. في إنتاج العديد من المعادن، مثل الزنك والحديد ، تحتل بلغاريا المرتبة الأولى في أوروبا الشرقية.

### البنية التحتية

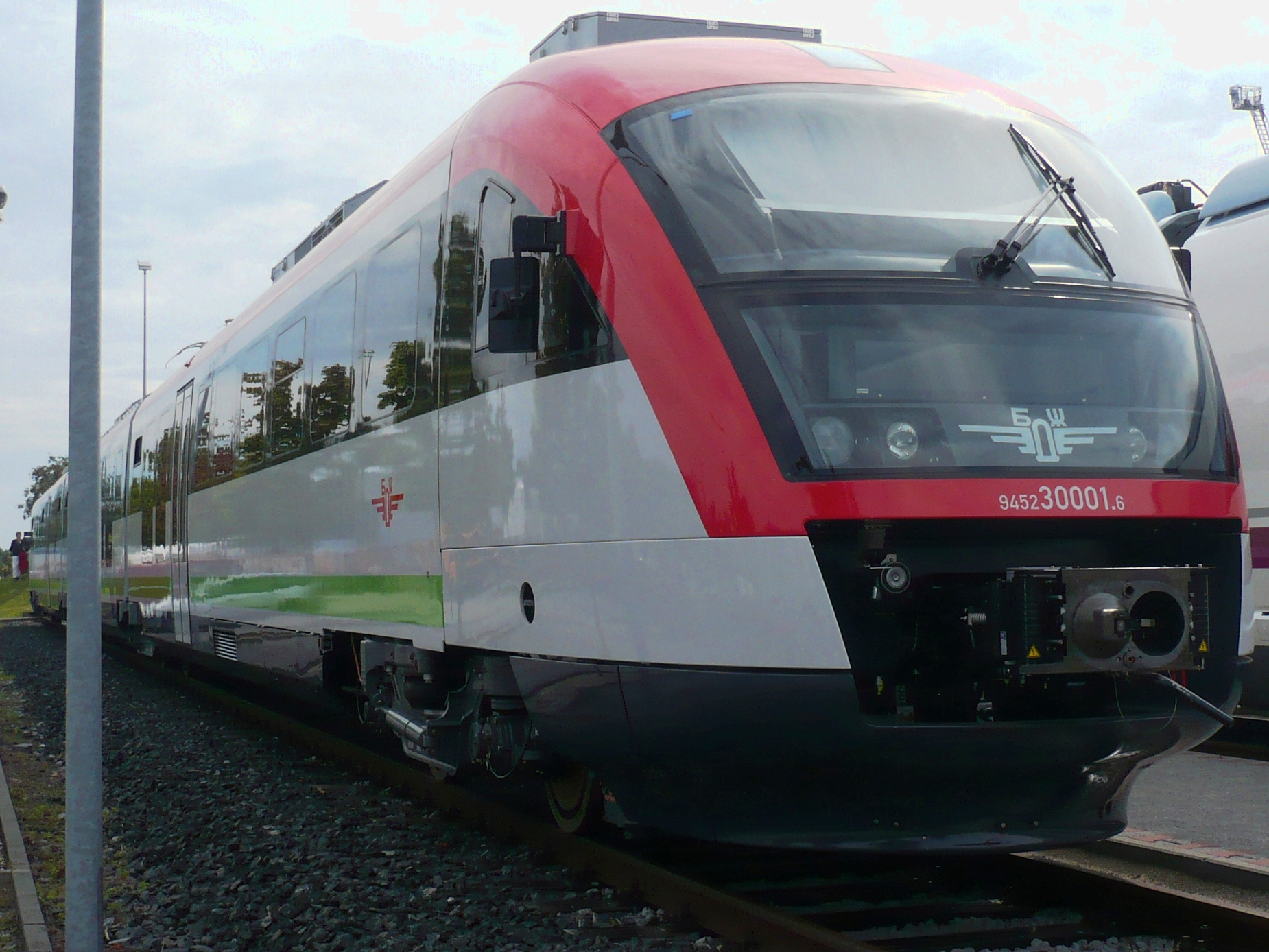
سيمنز عربة القطار للسكك الحديدية الدولة البلغارية. يجري تحديث نظام النقل بالسكك الحديدية القديم إلى حد كبير في بلغاريا تدريجياً.

يبلغ إجمالي طول شبكة الطرق الوطنية في بلغاريا40,231 كيلومتر (24,998 mi)، منها39,587 كيلومتر (24,598 mi) مرصوفة. والطرق السريعة في بلغاريا، مثل TRAKIA ، Hemus، ويجري تحسين ومد بطول إجمالي يبلغ760 كـم (470 ميل)، من نوفمبر عام 2015. السكك الحديدية هي الوسيلة الرئيسية لنقل البضائع، على الرغم من الطرق السريعة تحمل حصة أكبر بشكل تدريجي من الشحن.  تمتلك بلغاريا أيضًا 6,238 كيلومتر (3,876 mi)، من خطوط السكك الحديدية وتخطط لبناء خط سكة حديد عالي السرعة، بتكلفة 3 مليار يورو. صوفيا وبلوفديف محاور سفر جوي رئيسية، في حين أن فارنا وبورغاس هما موانئ التجارة البحرية الرئيسية.
تمتلك بلغاريا شبكة اتصالات سلكية ولاسلكية واسعة ولكنها قديمة وتتطلب تحديثًا كبيرًا. تتوفر خدمة الهاتف في معظم القرى ، وخط رئيسي رقمي يربط معظم المناطق. يوجد حاليًا ثلاثة مشغلين نشطين للهاتف المحمول - A1 Bulgaria و Telenor و Vivacom. منذ عام 2000 ، حدثت زيادة سريعة في عدد مستخدمي الإنترنت - من 430 ألف مستخدم إلى 1545100 في عام 2004 ، و 3.4 مليون (معدل انتشار 48٪) في عام 2010. في عام 2017 ، مستخدمو الإنترنت في بلغاريا 4.2 مليون شخص (معدل اختراق 59.8٪). حصلت بلغاريا على ثالث أسرع متوسط سرعة إنترنت عريض النطاق في العالم ، بعد رومانيا وكوريا الجنوبية ، في عام 2011. في عام 2017 ، احتلت بلغاريا المرتبة 27 في العالم في مخطط متوسط سرعة التنزيل مع 17.54 ميجا / ثانية ، وتحتل المرتبة 31 في العالم في مخطط متوسط تكلفة النطاق العريض الشهري بقيمة 28.81 دولارًا أمريكيًا ، ويحتل المركز الثامن عشر في العالم في نسبة السرعة / التكلفة بما يصل إلى 0.61.

### العلوم والتكنولوجيا

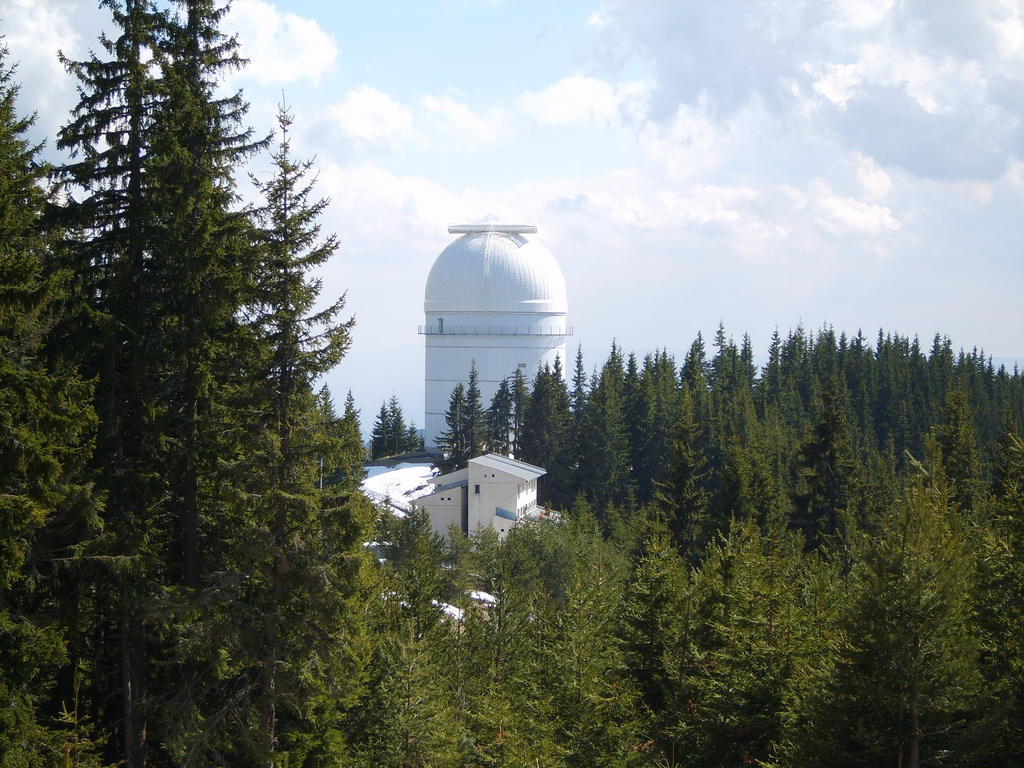
برج التلسكوب 200 سم (79 بوصة) في مرصد روجين.

في عام 2010 ، أنفقت بلغاريا 0.25٪ من ناتجها المحلي الإجمالي على البحث العلمي ، وهو ما يمثل واحدة من أدنى الميزانيات العلمية في أوروبا. أجبر نقص الاستثمار المزمن في القطاع منذ عام 1990 العديد من المتخصصين العلميين على مغادرة البلاد. نتيجة لذلك ، سجل الاقتصاد البلغاري درجات منخفضة من حيث الابتكار والقدرة التنافسية والصادرات ذات القيمة المضافة العالية. ومع ذلك ، احتلت بلغاريا المرتبة الثامنة في العالم في عام 2002 من خلال العدد الإجمالي لمتخصصي تكنولوجيا المعلومات والاتصالات ، متفوقةً بذلك على البلدان التي تضم عددًا أكبر بكثير من السكان ، وهي تشغل الكمبيوتر العملاق الوحيد في منطقة البلقان ، IBM Blue الجين/ P ، التي دخلت الخدمة في سبتمبر 2008.
و أكاديمية العلوم البلغارية (BAS) هي المؤسسة العلمية الرائدة في البلاد، وتوظف أكثر من الباحثين بلغاريا في العديد من فروعها. المجالات الرئيسية للبحث والتطوير والطاقة، و تكنولوجيا النانو ، وعلم الآثار والطب. مع تحليق اللواء جورجي إيفانوف على سويوز 33  في عام 1979 ، أصبحت بلغاريا الدولة السادسة في العالم التي لديها رائد فضاء في الفضاء. وقد نشرت بلغاريا التجارب الخاصة بها في مهمات مختلفة، مثل RADOM-7 مقاييس الجرعات على محطة الفضاء الدولية وتشاندرايان 1والدفيئة الفضائية (اختراع بلغاري) في محطة مير الفضائية . في عام 2011 ، أعلنت الحكومة عن خطط لإعادة تشغيل برنامج الفضاء من خلال إنتاج قمر صناعي جديد والانضمام إلى وكالة الفضاء الأوروبية.
اعتبارًا من يونيو 2017 ، سيكون لدى بلغاريا أول قمر صناعي للاتصالات ثابت بالنسبة إلى الأرض. BulgariaSat-1هو تشغيل قمرا صناعيا للاتصالات الثابت بالنسبة للأرض بلغاريا السبت  والمصنعة من قبل SSL، على أساس ثبت الفضاء SSL 1300 منصة الفضائية. BulgariaSat-1 هو الأول في تاريخ ساتل الاتصالات الثابت بالنسبة إلى الأرض في البلاد في الموقع المداري البلغاري وهو مصمم لتوفير خدمة الاتصال المباشر إلى المنزل (DTH) الخدمة التلفزيونية وخدمات اتصالات البيانات إلى البلقان والمناطق الأوروبية الأخرى. وبهذه الطريقة ، ستكون بلغاريا من بين الدول الأوروبية الأخرى التي لديها أقمار صناعية ، وهي بيلاروس وفرنسا واليونان وإيطاليا ولوكسمبورغ والنرويج وروسيا وإسبانيا والسويد وتركيا والمملكة المتحدة.
نظرًا لتصديرها لتقنيات الحوسبة واسعة النطاق إلى دولCOMECON ، أصبحت بلغاريا في الثمانينيات تُعرف باسم وادي السيليكون في الكتلة الشرقية.

## العمل

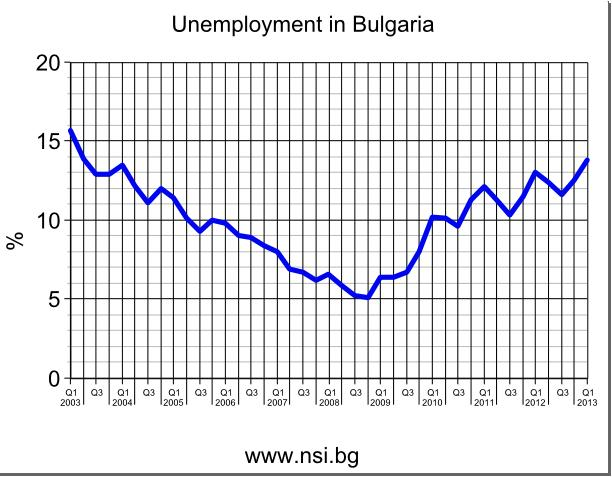
البطالة في بلغاريا (الربع الأول 2003 - الربع الأول 2013)

في عام 2005 ، قُدرت القوة العاملة بـ 3.3 مليون ؛ في عام 2004 ، عمل 11 في المائة في الزراعة ، و 33 في المائة في الصناعة ، و 56 في المائة في الخدمات. كان معدل البطالة في خانة العشرات طوال حقبة ما بعد الشيوعية ، حيث وصل إلى نقطة عالية بلغت 19 في المائة في عام 2000. ومنذ ذلك الحين ، انخفض المعدل بشكل كبير مع خلق وظائف جديدة في الشركات الخاصة والحكومية. في عام 2005 ، كان الرقم الرسمي 11.5 في المائة ، مقارنة بـ 16.9 في المائة في نهاية عام 2002. ومع ذلك ، في عام 2003 ، كان ما يقدر بنحو 500 ألف بلغاري عاطلين عن العمل ولكن لم يتم إحصاؤهم رسمياً لأنهم لم يكونوا يبحثون عن عمل. في يناير 2005 ، رفعت الحكومة الحد الأدنى للأجور بنسبة 25 بالمائة ، إلى 90 دولارًا أمريكيًا في الشهر. أكبر النقابات العمالية هي Podkrepa (الدعم) واتحاد النقابات العمالية المستقلة في بلغاريا. إنهم يمثلون العمال في المجلس الوطني للشراكة الثلاثية ، حيث ينضمون إلى ممثلي الحكومة والشركات لمناقشة قضايا العمل والضمان الاجتماعي ومستويات المعيشة. كانت النقابات قوة سياسية مهمة في سقوط نظام زيفكوف. في أواخر خريف عام 2016 سجلت نسبة بطالة 7٪. في عام 2016 ، رفعت الحكومة الحد الأدنى للأجور إلى 215 يورو شهريًا. في نهاية عام 2016 كان متوسط الراتب الشهري حوالي 480 يورو شهريًا ، لكن هناك اختلافات في مناطق الدولة. بلغ متوسط الراتب الإجمالي الشهري 1.036 ليفًا (530 يورو) في مارس 2017. وفقًا لآخر تقرير سنوي لمعهد الدراسات الاقتصادية في أكاديمية العلوم البلغارية ، فإن متوسط الراتب في بلغاريا هو فقط ربع (1/4) متوسط الراتب في الاتحاد الأوروبي ، ويجب أن يكون أعلى مرتين عندما يتم حساب إنتاجية العمل في الصيغة.

## العملة والتضخم
وحدة العملة في بلغاريا هي الليف في أكتوبر 2006 ، كان الدولار الأمريكي يساوي 1.57 ليفا. في عام 1999 ، تم ربط قيمة الليف بقيمة المارك الألماني ، والذي تم استبداله باليورو في عام 2001. بعد انضمام بلغاريا إلى الاتحاد الأوروبي ، من المقرر أن يتم استبدال الليف باليورو.
في عام 2003 ، قدر معدل التضخم في بلغاريا بما يتراوح بين 2.3 و 3 في المائة. كان المعدل 6 في المائة في عام 2004 و 5 في المائة في عام 2005.  في 2015 و 2016 تم تسجيل الحد الأدنى من الانكماش.

## الضرائب وميزانية الدولة والديون

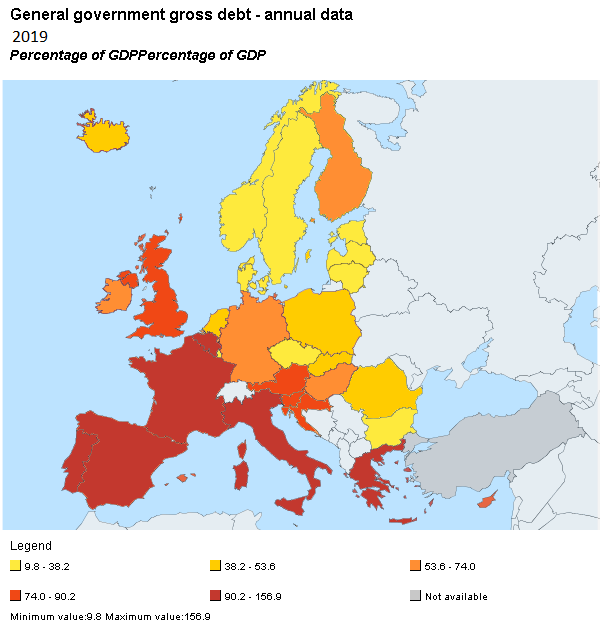
الدين الحكومي كنسبة مئوية من الناتج المحلي الإجمالي في الاتحاد الأوروبي في عام 2012. بلغاريا لديها واحد من أدنى معدلات ل نسبة الدين إلى الناتج المحلي الإجمالي.

اعتبارًا من 1 يناير 2008 ، تم تعيين ضريبة الدخل لجميع المواطنين على معدل ثابت قدره 10٪. تعد هذه الضريبة الثابتة من أدنى معدلات الدخل في العالم وأقل معدل دخل في الاتحاد الأوروبي. تم الإصلاح سعياً وراء زيادة نمو الناتج المحلي الإجمالي وزيادة معدلات تحصيل الضرائب. وصفها البعض بأنها «ثورة» في الضرائب ، لكن التغييرات قوبلت بمناقشات معتدلة وبعض الاحتجاجات من قبل الطبقات العاملة المتأثرة. تم تعديل الاقتراح للسماح بتعويض الخاسرين المحتملين من التغييرات في الصيغة الضريبية. و ضريبة الدخل على الشركات أيضا بنسبة 10٪ اعتبارا من 1 يناير 2007 والتي هي أيضا من بين أدنى المعدلات في أوروبا. حاليًا ، يتم الاحتفاظ بهذه الضرائب بينما رفعت الدول الأخرى ضرائبها خلال الأزمة. ومع ذلك، فإن معظم إيرادات الدولة تأتي من ضريبة القيمة المضافة والجمرك ، ولكن حصتها من الدخل وضرائب الشركات في إيرادات آخذ في الازدياد.
بالنسبة لعام 2005 ، بلغت الإيرادات الحكومية المقدرة لبلغاريا 11.2 مليار دولار أمريكي ، وبلغت نفقات الدولة المقدرة ، بما في ذلك النفقات الرأسمالية ، 10.9 مليار دولار أمريكي ، مما أدى إلى فائض قدره 300 مليون دولار أمريكي. في عام 2004 ، بلغ إجمالي الإيرادات 10.1 مليار دولار أمريكي والنفقات 9.7 مليار دولار أمريكي ، بفائض قدره 400 مليون دولار أمريكي.
بعد التغييرات السياسية ، في عام 1991 ، كان على بلغاريا 11.25 مليار دولار من الديون الحكومية ، والتي تمثل 180 ٪ من الناتج المحلي الإجمالي. بلغ الدين العام ذروته عام 1994 ، عندما بلغ 14.4 مليار دولار. خلال الفترة 1998-2008 ، حافظت بلغاريا على سياسة فوائض الميزانية ، مما أدى إلى خفض ديون الدولة إلى 5.07 مليار يورو. إلى جانب النمو الاقتصادي في تلك الفترة ، انخفض الدين الحكومي إلى مستوى قياسي منخفض بلغ 13.7٪ من الناتج المحلي الإجمالي ، وهو أحد أدنى المستويات في الاتحاد الأوروبي. في عام 2008 ، احتفظت بلغاريا أيضًا باحتياطي مالي قدره 4.286 مليار يورو ، مما يعني أن صافي ديون الدولة في هذه اللحظة كان 0.784 مليار يورو فقط.بعدالأزمة المالية لعام 2008 ، تحولت بلغاريا إلى سياسة عجز الميزانيةوفي نهاية عام 2013 ، ارتفع الدين العام إلى 7.219 مليار يورو ، وهو ما يمثل 18.1٪ من الناتج المحلي الإجمالي. في عام 2015 ، ارتفع معدل الدين بشكل أكبر إلى 26.7 ٪ من الناتج المحلي الإجمالي ، ولا يزال ثالث أدنى مستوى في الاتحاد الأوروبي بعد إستونيا ولوكسمبورج. كان جزء من الزيادة مدفوعاً بانهيار البنك التجاري للشركات في عام 2014 ، وهو رابع أكبر بنك في البلاد ، وما تلاه من مدفوعات من الودائع المضمونة.

## العلاقات الاقتصادية الخارجية
في التسعينيات ، ابتعدت بلغاريا تدريجياً عن الاعتماد على الأسواق في المجال السوفياتي السابق ، وزادت صادراتها إلى الاتحاد الأوروبي. في عام 1999 ، انضمت بلغاريا إلى اتفاقية التجارة الحرة لأوروبا الوسطى (CEFTA) ، والتي أقامت مع أعضائها (كرواتيا وجمهورية التشيك والمجر وبولندا ورومانيا وسلوفاكيا وسلوفينيا ؛ وأضيفت مقدونيا في عام 2006) علاقات تجارية مهمة. ومع ذلك ، قلل قبول الجميع باستثناء كرواتيا ورومانيا في الاتحاد الأوروبي في عام 2004 من أهمية تجارة اتفاقية التجارة الحرة لأوروبا الوسطى. في عام 2004 ، كان حوالي 54 في المائة من تجارة الواردات البلغارية و 58 في المائة من تجارة الصادرات مع البلدان الأعضاء في الاتحاد الأوروبي. بلغاريا لديها اتفاقيات تجارة حرة ثنائية مع ألبانيا وكرواتيا وإستونيا وإسرائيل ولاتفيا وليتوانيا ومقدونيا ومولدوفا وتركيا.
في أوائل العقد الأول من القرن الحادي والعشرين ، ظل الوقود الهيدروكربوني من الواردات المهمة ، على الرغم من أنه في أواخر التسعينيات انخفضت حصة تلك السلع من إجمالي الواردات بشكل ملحوظ ، من 29 في المائة في عام 1996 إلى 13 في المائة في عام 2004. وخلال تلك الفترة ، تحسن تنويع المنتجات المستوردة حيث زاد حجم الآلات والمعدات والمنتجات الاستهلاكية والسيارات. يتم احتساب نسبة كبيرة من الواردات من خلال المواد الخام مثل القماش وخام المعادن والبترول ، والتي تتم معالجتها وإعادة تصديرها. كانت أهم الواردات في عام 2005 هي الآلات والمعدات والمعادن والخامات والمواد الكيميائية والبلاستيكية والوقود والمعادن. وكانت أهم مصادر الواردات حسب الحجم هي ألمانيا وروسيا وإيطاليا وتركيا واليونان. في عام 2005 كانت أكبر أسواق الصادرات البلغارية ، من حيث الحجم ، إيطاليا وألمانيا وتركيا واليونان ، وبلجيكا. وكانت أهم سلع التصدير هي الملابس والأحذية والحديد والصلب والآلات والمعدات والوقود. في عام 2005 بلغ إجمالي صادرات بلغاريا 11.7 مليار دولار أمريكي وبلغ إجمالي وارداتها 15.9 مليار دولار أمريكي ، مما أدى إلى عجز تجاري قدره 4.2 مليار دولار أمريكي.العجز التجاري حاد بشكل خاص مع روسيا ، حيث تقلصت أسواق السلع البلغارية بشكل كبير في أوائل العقد الأول من القرن الحادي والعشرين.
في النصف الأول من عام 2006 ، بلغ عجز الحساب الجاري في بلغاريا 2.3 مليار دولار أمريكي ، وهو ما يمثل زيادة كبيرة عن العجز في نفس الفترة من عام 2005 ، والذي بلغ حوالي 1.4 مليار دولار أمريكي. وبلغ العجز التجاري 2.78 مليار دولار ، والاستثمار الأجنبي المباشر 1.8 مليار دولار ، وميزان الحساب المالي 2.29 مليار دولار. في منتصف عام 2006 ، بلغ إجمالي ميزان المدفوعات 883 مليون دولار أمريكي ، مقارنة بـ 755 مليون دولار أمريكي لنفس الفترة من عام 2005.
كان الدين الخارجي الضخم لبلغاريا عبئًا اقتصاديًا طوال حقبة ما بعد الشيوعية. في نهاية عام 2005 ، أبلغت بلغاريا عن دين خارجي قدره 15.2 مليار دولار أمريكي ، بزيادة في القيمة ولكن انخفاض كنسبة مئوية من الناتج المحلي الإجمالي (GDP) مقارنة بعام 2002 والسنوات السابقة.كنسبة مئوية من الناتج المحلي الإجمالي ، ظل الدين الخارجي ثابتًا بين عامي 2004 و 2005.
وابتداءً من أواخر التسعينيات ، ساهم الاستثمار من الغرب وروسيا بشكل كبير في التعافي من الأزمة الاقتصادية 1996-1997 ، لكن معدل الاستثمار ظل أقل من مثيله في بلدان أوروبا الشرقية الأخرى. في عام 2003 ، كانت أكبر المصادر الوطنية للاستثمار الأجنبي المباشر ، من حيث الحجم ، هي النمسا واليونان وألمانيا وإيطاليا وهولندا. في عام 1997 ، اشترت شركة Belgian Solve شركة Deny Soda Combine ، وفي عام 1999 اشترت شركة LUKoil الروسية مصفاة نفط Neftochim في بورغاس. اشترت شركة Union Minière ، وهي شركة تعدين بلجيكية ، مصنع Pirdop الكبير لصهر النحاس ، مما أعطى دفعة مهمة للمعادن غير الحديدية البلغارية. استثمر عدد من الشركات الأجنبية في صناعات الأسمدة الكيماوية وتجهيز الأغذية في أوائل العقد الأول من القرن الحالي ، استثمرت الصين في صناعة الإلكترونيات البلغارية. تم إبرام بعض الاتفاقيات التعاونية لتصنيع مكونات المركبات. عقدت شركة Daimler-Chrysler الألمانية عقدًا لتحديث مركبات النقل العسكرية البلغارية بين عامي 2003 و 2015. تمتلك شركة Eurocopter الفرنسية بروتوكولًا ثنائيًا يتضمن مجموعة متنوعة من الآلات وبرامج الكمبيوتر وغيرها من المنتجات الصناعية. في عام 2004 جذبت احتياطيات النفط البلغارية اهتمام شركة Melrose Resources of Edinburgh. تعهدت شركة غازبروم الروسية العملاقة للغاز الطبيعي بالاستثمار في البنية التحتية للغاز الطبيعي في بلغاريا مقابل زيادة شراء منتجاتها. وافق كونسورتيوم إسرائيلي مكون من ثلاث شركات في عام 2004 على العمل مع شركة Overgas المحلية (المملوكة نصفها لشركة Gazprom) في شبكة توزيع الغاز الطبيعي الرئيسية في بلغاريا. في عام 2005 ، قدمت ثلاثة اتحادات أوروبية عطاءات لبناء محطة بيلين للطاقة النووية. أحد هؤلاء المستثمرين هو اتحاد الطاقة الإيطالي ENEL ، والذي يمتلك أيضًا محطة Maritsa iztok – 3 الحرارية. في عام 2006 ، قدمت شركة غازبروم الروسية عرضًا ضد العديد من شركات الطاقة الأوروبية لملكية مرافق التدفئة الإقليمية التي تمت خصخصتها حديثًا ، واستثمرت مجموعة بتروماكس للطاقة النمساوية 120 مليون دولار أمريكي في مصفاة نفط جديدة في سيليسترا.
في ديسمبر 1996 ، انضمت بلغاريا إلى منظمة التجارة العالمية . في أوائل التسعينيات من القرن الماضي ، أدى بطء وتيرة الخصخصة في بلغاريا ، وسياسات الضرائب والاستثمار الحكومية المتناقضة ، والروتين البيروقراطي إلى إبقاء الاستثمار الأجنبي من بين أدنى المعدلات في المنطقة. إجمالي الاستثمار الأجنبي المباشر من عام 1991 حتى عام 1996 بلغ 831 مليون دولار. في السنوات التي تلت عام 1997 ، بدأت بلغاريا في جذب استثمارات أجنبية كبيرة. في عام 2004 وحده استثمرت الشركات الأجنبية أكثر من 2.72 مليار يورو (3.47 مليار دولار أمريكي). في عام 2005 لاحظ الاقتصاديون تباطؤاً في الاستثمار الأجنبي المباشر إلى نحو 1.8 مليار يورو (2.3 مليار دولار أمريكي)وهو ما يعزى بشكل أساسي إلى انتهاء خصخصة الشركات الكبرى المملوكة للدولة. بعد انضمامها إلى الاتحاد الأوروبي في عام 2007 سجلت بلغاريا ذروة في الاستثمار الأجنبي بنحو 6 مليارات يورو.

## بيانات متنوعة
الأسر البلغارية التي لديها إمكانية الوصول إلى الإنترنت في المنزل
تستند البيانات المتعلقة باستخدام تكنولوجيا المعلومات والاتصالات في الأسر والأفراد إلى مسح عينة سنوي يعد جزءًا من البرنامج الإحصائي للمجتمع الأوروبي. تم تنسيق المنهجية والأدوات الإحصائية تمامًا مع متطلبات يوروستات واللائحة رقم 808/2004 للبرلمان والمجلس الأوروبيَين.الهدف من المسح هو جمع ونشر معلومات موثوقة وقابلة للمقارنة حول استخدام تكنولوجيا المعلومات والاتصالات في المنازل على المستوى الأوروبي ويغطي الموضوعات التالية:
- الوصول إلى واستخدام أنظمة تكنولوجيا المعلومات والاتصالات من قبل الأفراد / أو الأسر ؛
- استخدام الإنترنت لأغراض مختلفة من قبل الأفراد  / أو في المنازل ؛
- أمن تكنولوجيا المعلومات والاتصالات ؛
- كفاءة تكنولوجيا المعلومات والاتصالات ؛
- التجارة الإلكترونية؛
- الحواجز التي تحول دون استخدام تكنولوجيا المعلومات والاتصالات والإنترنت ؛
- الآثار المتصورة لاستخدام تكنولوجيا المعلومات والاتصالات على الأفراد و/ أو في الأسر.

| | 2014  | 2015  | 2016  | 2017  | 2018  | 2019  |
| مجموع | 56.7٪ | 59.1٪ | 63.5٪ | 67.3٪ | 72.1٪ | 75.1٪ |
| حسب المنطقة الإحصائية |       |       |       |       |       |       |
| سيفيروزابادن | 44.9٪ | 44.9٪ | 58.6٪ | 57،8  | 65.2٪ | 70.8٪ |
| سيفيرين تسنترالين | 58.5٪ | 58.2٪ | 61.5٪ | 67،8  | 68.5٪ | 73.2٪ |
| Severoiztochen | 56.2٪ | 56.5٪ | 67.3٪ | 68،7  | 73.9٪ | 74.0٪ |
| Yugoiztochen | 52.3٪ | 58.6٪ | 60.9٪ | 62،1  | 70.0٪ | 74.7٪ |
| يوغوزابادن | 63.7٪ | 67.8٪ | 64.9٪ | 70،5  | 75.3٪ | 77.8٪ |
| Yuzhen tsentralen | 54.8٪ | 56،6  | 64.9٪ | 70،4  | 73.7٪ | 75.3٪ |
| حسب نوع الاتصال |       |       |       |       |       |       |
| اتصال ضيق النطاق | 1،9٪  | 1،9٪  | 4،1٪  | 2،3   | 2،6٪  | 1،5٪  |
| الطلب الهاتفي أو ISDN | 0،3٪  | 0،4٪  | 0،5٪  | 0،7   | 0،4٪  | 0،5٪  |
| اتصال النطاق الضيق للأجهزة المحمولة (WAP ، GPRS) | 1،6٪  | 1.7٪  | 3،6٪  | 1،8   | 2،3٪  | 1،3٪  |
| اتصال واسع النطاق | 56.5٪ | 58.8٪ | 62.8٪ | 66،9  | 71.5٪ | 74.9٪ |
| اتصالات النطاق العريض الثابتة ، مثل DSL و ADSL و VDSL والكابلات والألياف الضوئية والأقمار الصناعية واتصالات WiFi العامة                                                                   | 54.0٪ | 55.5٪ | 56.7٪ | 58،7  | 57.9٪ | 57.8٪ |
| اتصالات النطاق العريض للأجهزة المحمولة (عبر شبكة الهاتف المحمول ، على الأقل 3G ، على سبيل المثال 2G + / GPRS ، باستخدام بطاقة (SIM) أو مفتاح USB أو الهاتف المحمول أو الهاتف الذكي كمودم) | 14.0٪ | 22.9٪ | 33.1٪ | 46،4  | 58.8٪ | 64.0٪ |